# Halbe Hundert
Halbe Hundert ist eine deutsche Fernseh-Tragikomödie von Matthias Tiefenbacher aus dem Jahr 2012. Martina Gedeck, Johanna Gastdorf und Leslie Malton spielen die Freundinnen Anne, Charlotte und Fiona, die sich an einem Wendepunkt ihres Lebens befinden.

## Handlung
Die 50-jährige Handchirurgin Anne Kater hat es im Leben geschafft. Sie ist erfolgreich im Beruf, hat einen schnellen Sportwagen und ein schickes Haus. Doch die Ehe mit dem Lehrer Klaus, der sich jahrelang um Tochter und Haushalt gekümmert hat, ist am Ende. Er hat sie erst kürzlich verlassen und ist, so glaubt Anne, mit einer sehr viel jüngeren Frau zusammen. Die gemeinsame 17-jährige Tochter Sophie ist mit ihm gegangen. Um sich an ihrem Mann zu rächen, bucht Anne auf Anraten ihrer Freundin Fiona für den anstehenden Chirurgenkongress den Escort-Mann „Josh“, in den sie sich verliebt.
Charlotte Merian hingegen war jahrzehntelang Hausfrau, und opferte sich für ihre Familie. Ihre drei erwachsenen Söhne wohnen noch zu Hause, ebenso die demenzkranke Schwiegermutter, um die sie sich kümmern muss. Nachdem Charlotte im Bus von einem Fremden als „Oma“ tituliert wird, will sie sich wieder jung und schön fühlen. Von ihrer Freundin Fiona ermuntert, besucht sie einen Schönheitschirurgen, um sich ihren Traum von einem kleineren Busen zu erfüllen. Doch statt einer Schönheitsoperation erhält sie eine Brustkrebsdiagnose. Charlotte gibt sich jedoch nicht auf, sondern lässt sich, ohne lange zu überlegen, die Brust sofort amputieren. Sie findet dadurch sogar den Mut, aus ihrem bisherigen Leben auszubrechen, denn die Ruhe und die Tage im Krankenhaus hat sie genossen. Noch nie durfte sie jemals so für sich  sein, ohne jeglichen Familienstress. So beschließt sie kurzerhand ihren Mann zu verlassen und zieht zu Fiona, bis sie eine eigene Wohnung gefunden hat. Ihre Familie begreift das nicht, verlieren sie doch nun ihre Putzfrau, Köchin und Mädchen für alles. Doch in der Hoffnung, nur so den Krebs vollends besiegen zu können, lässt Charlotte sich nicht zurückhalten. Da sich in der Folge ihre Familiensituation bessert, ihr Mann sie wieder schätzen lernt, die erwachsenen Söhne ausziehen, und die Schwiegermutter in professionelle Pflege gegeben wird, erwägt Charlotte, zu ihrem Mann zurückzugehen.
Die dritte der Freundinnen, die Boutiquebesitzerin Fiona Gutzeit, ist dreimal geschieden und versucht krampfhaft, jung und attraktiv zu bleiben. Sie glaubt immer noch an die große Liebe und will für den „richtigen Mann“ schön und begehrenswert aussehen. Als sie allerdings von Charlottes Krankheit erfährt, begreift sie, dass sie ihrem Leben einen neuen Sinn geben muss. Angeregt durch ihre Gynäkologin, die sich in ihrer Freizeit um vernachlässigte Kinder kümmert, nimmt auch sie sich dieser Kinder an und findet darin Bestätigung.
Anne bekommt große Probleme, als sich herausstellt, dass „Josh“, der seinerseits auch sehr verliebt tat, die Affäre nun ausnutzt, um sie zu erpressen. Er weiß, dass sie sich in ihrer Stellung keinen Skandal mit einem jungen Escort-Mann leisten kann, und fordert 250.000 Euro für sein Schweigen. In ihrer Not wendet sie sich an ihren Mann und fragt ihn um Rat. Dabei stellt sich heraus, dass er gar keine jüngere Freundin hat, sondern dass es die Freundin ihrer Tochter ist, die sie mit ihm gesehen hatte. Klaus rät ihr, das Geld zu zahlen. Als Anne dies dann tut, wird „Josh“ kurz darauf von zwei Zivilbeamten festgenommen, was Klaus ohne ihr Wissen eingefädelt hatte. Das Ehepaar versöhnt sich wieder und will es noch einmal miteinander versuchen.

## Drehdaten, Veröffentlichung
Der Film wurde vom 20. September bis 21. Oktober 2011 in Köln, Bonn und Leverkusen gedreht.
Die Erstausstrahlung des komödiantischen Dramas fand am 28. März 2012 im Programm der ARD Das Erste statt.

## Rezeption

### Einschaltquote
Bei seiner Erstausstrahlung wurde der Film von 4,90 Mio. Zuschauern gesehen, was einem Marktanteil von 15,3 Prozent entsprach.

### Kritik
Das Lexikon des internationalen Films war der Ansicht: „Hochkarätig besetzte (Fernseh-)Komödie, die den Schicksalsschlägen der Protagonistinnen mit sanftem Humor begegnet.“
Die Autorin Silke Zertz […] erdachte die Geschichte um die drei Freundinnen, die ein wenig an die deutsche Version von 'Sex and the City um die 50' erinnert. Zertz stellt die Frage, ob man aus seinem Leben tatsächlich das gemacht hat, was man sich immer erträumt hat. Wenn nicht, soll und kann man es noch ändern. TV-Routinier Matthias Tiefenbacher […] inszenierte diese Tragikomödie mit hochkarätiger Besetzung. Er greift zwar tief in die Klischee-Kiste, woraus die Schauspielerinnen noch immerhin noch einiges herausholen.
In ‚Halbe Hundert‘ geht es ums Alter und wie Frauen um die 50 damit umgehen. Eine schöne Filmidee mit Martina Gedeck, aber für eine Komödie nicht komisch genug, für ein Drama nicht entschieden. Und voller Klischees.